# Касерес (провінція)
Ка́серес (ісп. Provincia de Cáceres, естр. Província e Caçris) — провінція західної Іспанії розташована в автономному співтоваристві Естремадура. Адміністративний центр — місто Касерес.